# 전라남도교육시설감리단
전라남도교육시설감리단(全羅南道敎育施設監理團)은 교육시설 공사의 효율적 지도감독을 위하여 전라남도교육청 산하에 설치된 소속기관이다.